# Murailles de San Casciano in Val di Pesa
Les murailles de San Casciano in Val di Pesa (en italien : Mura di San Casciano in Val di Pesa)  constituent la structure défensive du centre historique de San Casciano in Val di Pesa (ville métropolitaine de Florence) en Toscane.

## Historique
Dans la première moitié du XIVe siècle, dépourvue de toute défense, San Casciano devint la proie des dirigeants et des capitaines de fortune. Elle fut occupée pour la première fois par Henri VII de Luxembourg en 1312. Après l'incursion de Fra Moriale en 1354, qui se réfugia dans le village de San Casciano et y resta jusqu'à ce qu'on lui paie 16 000 florins d'or, la république de Florence décida de fortifier tout le pays. La décision a été prise le 24 octobre 1354 et les travaux ont commencé en 1355.

## Description
Les murailles s'étendaient sur 2135 braccia florentine (un braccia florentio correspondait à 0,58 mètres) soient environ 1 240 m mètres et possédaient quatre portes : les deux principales étaient la Porta Fiorentina et la Porta Senese, et de deux plus petites : la Porta Empolese et la Porta del Prato. Les murs avaient la forme d'un hexagone irrégulier et le Palazzo del Cassero (it), un bâtiment fortifié se trouve  au sommet. Il a été construit en 1356 et destiné à être utilisé comme refuge en cas d'urgence et également comme quartier général de milice ou de résidence privée.
Les remparts sont toujours debout, à l'exception de ceux situés le long de Viale Corsini. Des quatre portes, ce qui reste aujourd'hui, bien que reconstruite après la Seconde Guerre mondiale, est la Porta del Prato, connue sous le nom de La Porticciola et aujourd'hui il ne reste qu'une tour de la 'Porta Senese. Les autres ont été démolies entre le XVIIIe siècle et le XIXe siècle.
Le côté des remparts  le mieux conservé est celui qui longe la Place du Marché où, depuis les années 1990 se trouve une œuvre de Mario Merz.

## Galerie

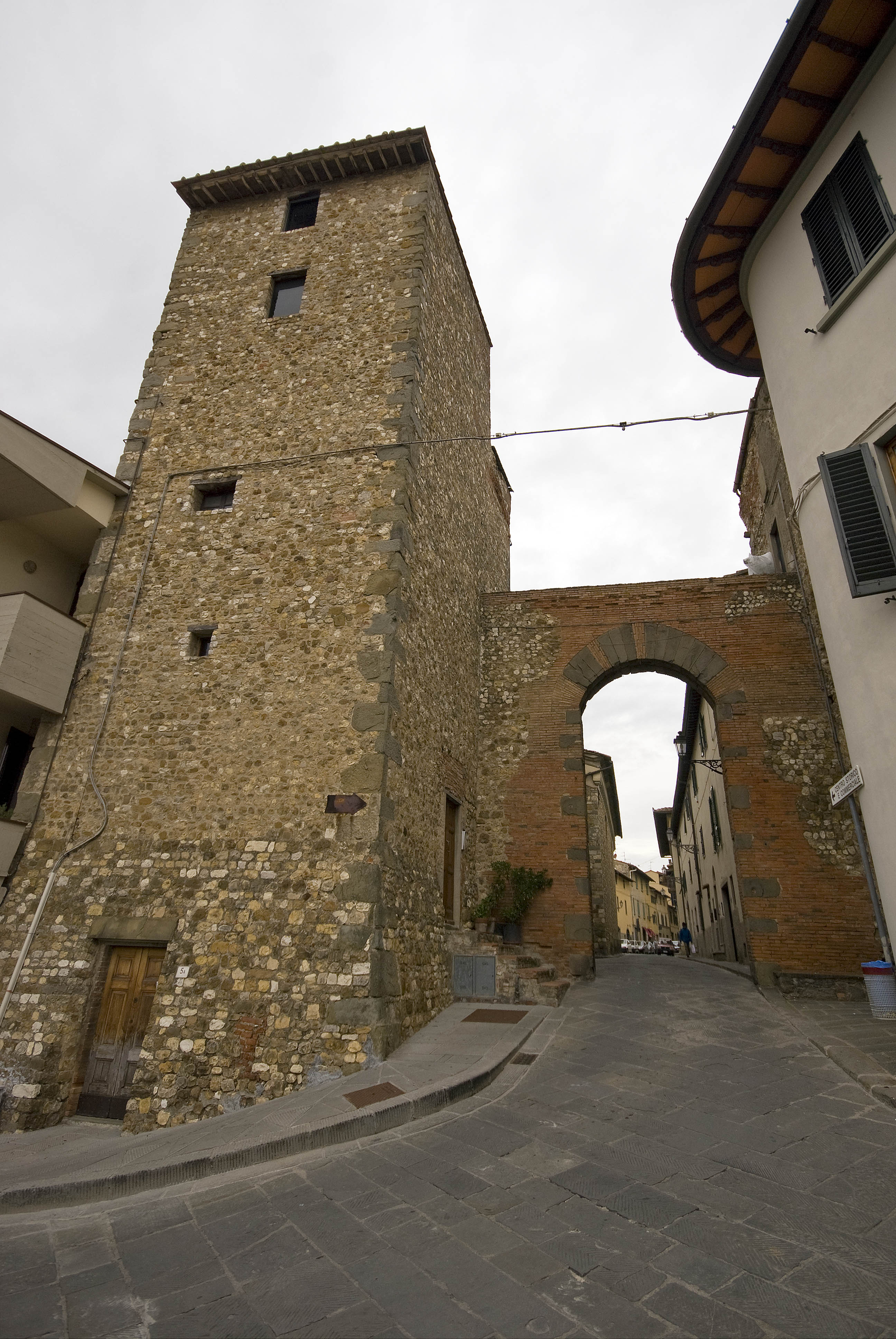
La Porticciola
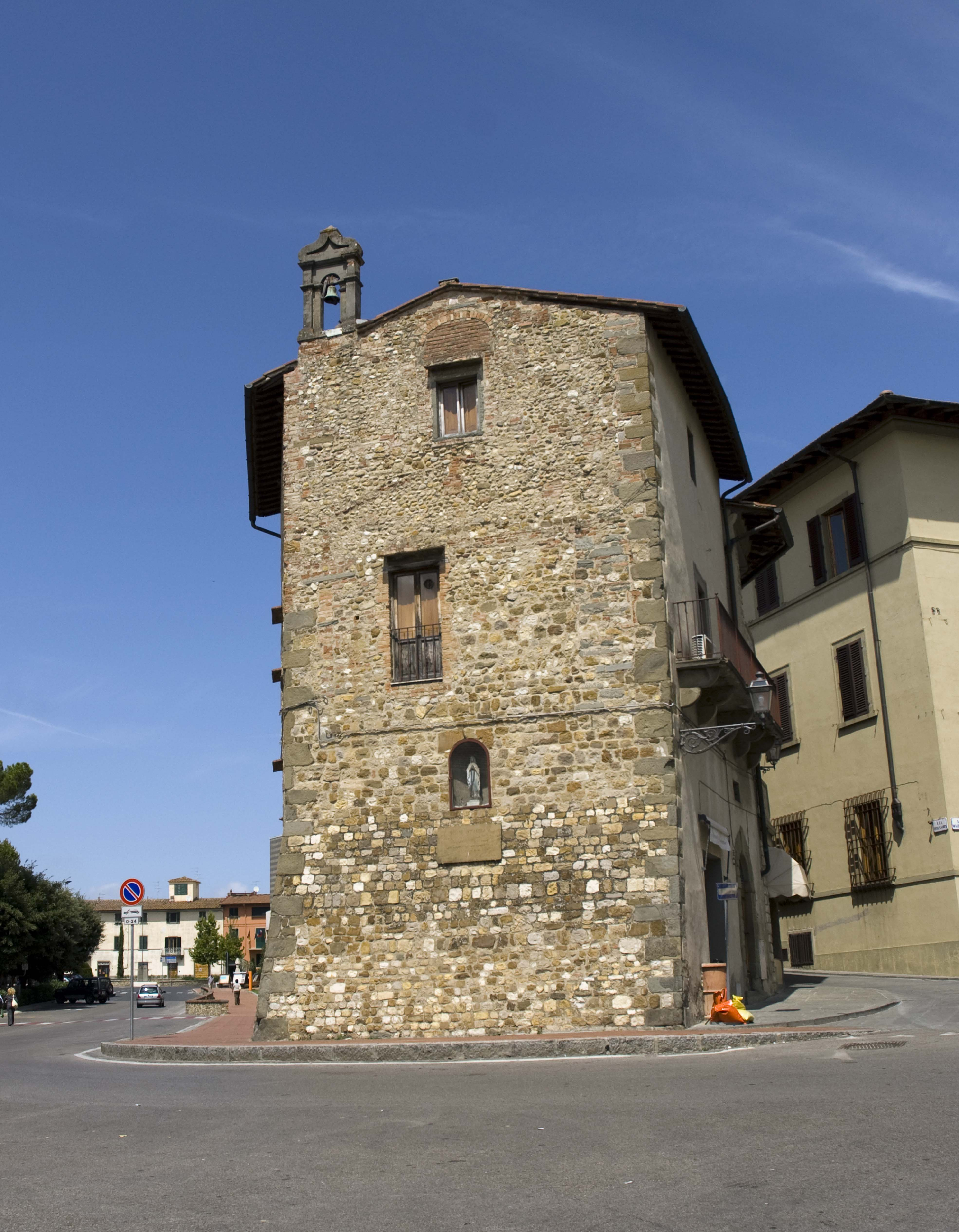
La tour de la Porta Senese
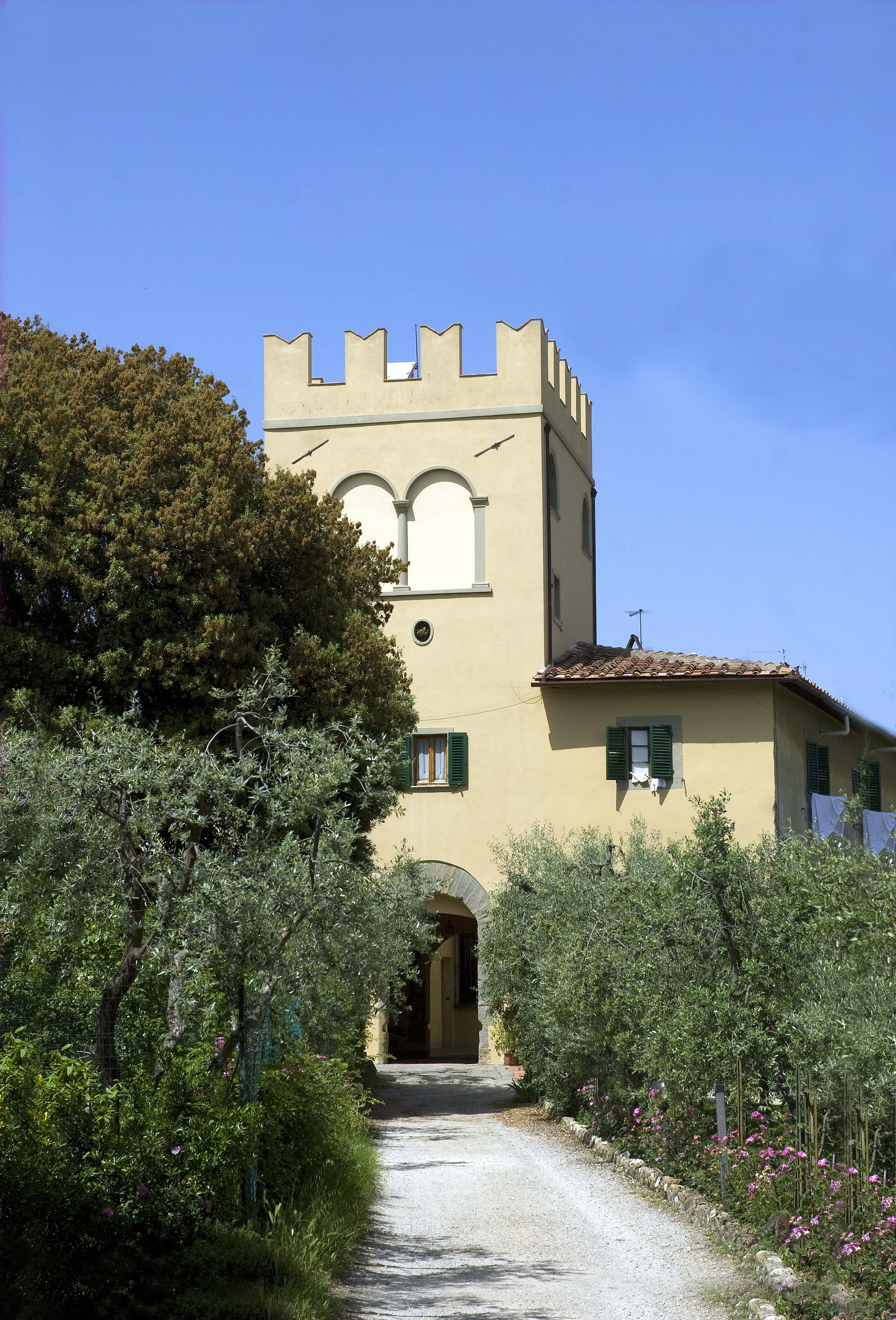
Palazzo del Cassero